# Krystyna Moszumańska-Nazar
Krystyna Moszumańska-Nazar (* 5. September 1924 in Lemberg; † 27. September 2008 in Krakau) war eine polnische Komponistin und Musikpädagogin.
Moszumańska-Nazar kam mit ihrer Familie 1945 nach Krakau. Hier studierte sie bis 1955 an der Staatlichen Musikhochschule Klavier bei Jan Hoffman und Komposition bei Stanisław Wiechowicz. Ab 1963 unterrichtete sie an der Musikakademie Krakau Komposition, Instrumentation, Kontrapunkt und zeitgenössische Kompositionstechniken. 1974–75 leitete sie eine Kompositionsklasse. Bis 1979 war sie Dekanin der Fakultät für Komposition, Dirigieren und Musiktheorie, von 1987 bis 1993 Direktorin der Akademie.
1954 war Moszumańska-Nazar Gewinnerin des Wettbewerbs junger Komponisten der Polnischen Komponistenunion. Erste Preise erhielt sie auch bei den internationalen Komponistinnenwettbewerben in Mannheim 1961 und in Buenos Aires 1963, beim Karol-Szymanowski-Wettbewerb 1974 den zweiten Preis.

## Werke
- Variationen für Klavier, 1949
- Suite polnischer Tänze für Klavier, 1954
- Concertino für Klavier und Sinfonieorchester, 1954
- Ouvertüre Nr. 1 für Sinfonieorchester, 1954
- Ouvertüre Nr. 2 für Sinfonieorchester, 1956
- Allegro symfoniczne, 1957
- Sonatine für Klavier, 1957
- Drei Miniaturen für Klarinette und Klavier, 1957
- Vier Essays für Orchester, 1958
- Fünf Duette für Flöte und Klarinette, 1959
- Hexaèdre für Sinfonieorchester, 1960
- Streichtrio, 1960
- Musik für Streicher, 1962
- Exodus für Sinfonieorchester und Tonband, 1964
- Variazioni concertanti per flauto e orchestra da camera, 1965–66
- Interpretationen für Flöte, Tonband und Perkussion, 1967
- Drei Konzertetüden für Perkussion, 1969
- Pour orchestre, 1969
- Intonationen für zwei gemischte Chöre und Sinfonieorchester, 1970–71
- Bagatellen für Klavier, 1971
- Konstellationen für Klavier, 1972
- Bel canto für Sopran, Celesta und Perkussion oder Sopran, Celesta, Cello und Perkussion, 1972
- Streichquartett Nr. 1, 1973–74
- Madonny polskie, Poem für gemischten Chor und Orchester, 1974
- Rapsod I für Orchester, 1975
- From end to end percussion, 1976
- Herausforderung für Bariton und Kammerensemble, 1977
- Varianten für Klavier und Perkussion, 1979
- Streichquartett Nr. 2, 1980
- Rapsod II für Sinfonieorchester, 1980
- Sinfonietta für Streichorchester, 1983
- Hohelied für Sopran, Sprecher, Männerchor und Kammerensemble, 1984
- Canzona für Violine, 1985
- Konzert für Orchester, 1985–86
- Fantasie für Marimba, 1987
- Fresko Nr. 1 für Orchester, 1988
- Music for five für Perkussion, 1989
- Trois moments musicaux für Kontrabass, 1990
- Quatre moments musicaux für Cello, 1990–94
- Recitativo für Cello, 1991
- Fresko Nr. 2 für Orchester, 1991
- Un petit cadeau, Trio für Flöte, Cello und Perkussion, 1993
- Fresko Nr. 3 für Orchester, 1993
- Zwei Dialoge für Instrumentalensemble oder Orchester, 1994
- Oratio brevis für Orgel, 1995
- Streichquartett Nr. 3, 1995
- Leggiero e mobile für Bläserensemble, 1996
- Blumen für Flöte, Piccoloflöte, Oboe, Klarinette und Klavier, 1996–97
- Serpentine für Oboe, 1997
- Pater noster für Männerchor und Orgel, 1997
- Impressionen für Streichquartett, 1997–98
- Konzert für Schlagzeug und Orchester, 1998
- Streichquartett Nr. 4, 1998–2003
- Violinkonzert, 1999–2000
- Grande Valse d’anniversaire für Klavier, 2000
- Walzer für Klavier, 2001
- Herbstmusik für Klarinette, Glocken und Perkussion, 2001
- Geburtstag, Geburtstag… für Cello, 2001
- Moment musical V für Cello, 2002
- Musiquette für zwei Trompeten und Perkussion, 2003
- Sonata per due violini, 2003
- La Valse à la main gauche für Klavier, 2003
- La Valse musette für Klavier, 2003
- APigram für Klavier, 2004
- Orfeusz i Eurydyka für Sopran, Bariton, Erzähler und Kammerorchester, 22005
- Konfigurationen für Cello und Klavier, 2005
- Novelette für Flöte und Klavier, 2006